# Занаволок (Пінезький район)
Занаволок (рос. Занаволок) — присілок в Пінезькому районі Архангельської області Російської Федерації.
Населення становить 35 осіб. Входить до складу муніципального утворення Лавельське муніципальне утворення.

## Історія
Від 1937 року належить до Архангельської області.
Орган місцевого самоврядування від 2004 року — Лавельське муніципальне утворення.

## Населення
| 2002 | 2010 | 2012 |
| ---- | ---- | ---- |
| 48   | ↘29  | ↗35  |